# Gösta Planck
Bengt Gösta Planck, född 2 januari 1905 i Gällivare, död 20 december 1981 i Jönköping, var en svensk arkitekt.

## Utbildning och verksamhet
Planck studerade vid Kungliga Tekniska högskolan i Stockholm 1924–1929 och vid Kungliga Konsthögskolan i Stockholm 1931–1933. Han arbetade med Nordiska museets kulturhistoriska byggnadsundersökning 1928–1929 och 1931–1933. Han var anställd vid Grenfire Steel Co i Ohio i USA 1929, hos arkitekt Birger Jonson 1930, vid Kooperativa förbundets arkitektkontor 1930–1931, hos arkitekt Carl Åkerblad 1931 och vid Stockholms stads byggnadsnämnd 1933. Planck bedrev egen verksamhet i Borås 1933–1938. Han var stadsarkitekt i Söderhamn 1938–1941 och i Jönköping 1941–1953. Han var länsarkitekt i Jönköping 1953–1967 samt arbetade hos K-konsult i Jönköping 1967–1970. Han har bland annat ritat Gräshagskyrkan i Jönköping och flera ålderdomshem i Jönköping, Kramfors och Mullsjö.

## Byggnader i urval
- Gräshagskyrkan, Gräshagen, Jönköping
- Junegårdens äldreboende, Gräshagen, Jönköping